# Wappen von Nova Scotia
Das Wappen von Nova Scotia ist das älteste Wappen einer kanadischen Provinz und das älteste britische Wappen außerhalb Großbritanniens. Es wurde im Jahr 1625 durch König Karl I. der Kolonie Nova Scotia verliehen, der ersten Kolonie auf dem kanadischen Festland. Als Nova Scotia 1867 der Kanadischen Konföderation beitrat, war das Wappen in Vergessenheit geraten und durch ein neues ersetzt worden. Es zeigte einen Lachs auf einem blauen Band zwischen drei Disteln auf goldenem Grund. Das alte Wappen wurde später wiederentdeckt und schließlich 1929 wieder eingeführt.
Auf dem Wappenschild ist ein blaues Andreaskreuz (engl. saltire) auf weißem Grund abgebildet, was der Flagge Schottlands mit vertauschten Farben entspricht. Dem Kreuz übergeordnet ist das Wappen Schottlands, in Gold mit einem roten Doppellilienbord ein steigender  roter  Löwe.
Der goldene Helm über dem Wappenschild ist ein Symbol der Souveränität Nova Scotias innerhalb der Kanadischen Konföderation. Helmdecke und Helmwulst sind beide in blau und weiß. Das Helmkleinod besteht aus zwei Händen (eine davon in einem eisernen Handschuh), die zusammen eine Distel und ein Lorbeer halten. Der Lorbeer war auf dem ursprünglichen Wappen nicht enthalten und wurde bei der Wiedereinführung ergänzt.
Schildhalter sind ein angekettetes Einhorn  (Schildhalter des schottischen Wappens) und ein Indianer vom Stamm der Mi’kmaq mit Federschmuck und einem Pfeil in der Hand. In der Blasonierung des 17. Jahrhunderts wurde der Indianer noch als savage („Wilder“) bezeichnet.
Das Postament besteht aus Heidekrautgewächsen, genauer Epigaea repens. Das Spruchband mit dem Wahlspruch ist im Gegensatz zu allen anderen Provinzwappen über dem Helmkleinod angeordnet: Munit haec et altera vincit („Eine verteidigt und die andere erobert“) bezieht sich auf die zwei sich reichenden Hände.